# Paraleptomys wilhelmina
Paraleptomys wilhelmina es una especie de roedor de la familia Muridae. Hay dos especies no descritas actualmente aliado con este taxón.

## Distribución geográfica
Se encuentra en Nueva Guinea Occidental (Indonesia) y Papúa Nueva Guinea.